# John Fuqua
John William Fuqua, detto Frenchy (Detroit, 12 settembre 1947), è un ex giocatore di football americano statunitense che ha militato nel ruolo di running back nella National Football League (NFL).

## Carriera
Fuqua fu scelto nel corso dell'undicesimo giro (273º assoluto) del Draft NFL 1969 dai New York Giants. La stagione successiva fu scambiato con i Pittsburgh Steelers. Fu con essi che Fuqua divenne parte della storia della NFL come destinatario del passaggio di Terry Bradshaw nella Immaculate Reception. La safety degli Oakland Raiders Jack Tatum colpì Fuqua proprio mentre la palla arrivava. Non fu mai stabilito se il pallone toccò Fuqua o Tatum. Ciò è un fatto critico perché secondo le regole del tempo, una volta che un passaggio toccava un giocatore in attacco, questi diveniva l'unico eleggibile a ricevere il passaggio. Se il pallone avesse toccato Fuqua senza toccare Tatum, la giocata avrebbe dovuto avere termine una volta che Franco Harris toccò il pallone. Fuqua disse in seguito di sapere chi avesse toccato il pallone quel giorno, ma che non l'avrebbe detto.
Nel corso della sua carriera, Fuqua disputò 100 partite, vincendo due Super Bowl. Corse per 3.031 yard e segnò 24 touchdown. La sua miglior stagione fu nel 1970, la sua prima con gli Steelers, quando corse 691 yard e 7 touchdown. In quella stagione corse un record di franchigia di 218 yard contro i Philadelphia Eagles. Tale primato fu superato solo nel 2006 da Willie Parker che corse 223 yard contro i Cleveland Browns.

## Palmarès
- Super Bowl : 2

Pittsburgh Steelers: IX, X
- American Football Conference Championship: 2

Pittsburgh Steelers: 1974, 1975

## Nella cultura di massa
Nell'episodio 31 della serie televisiva The Good Place, il demone Michael, in visita alla Terra, dice alle persone che il nome della sua assistente Janet è Frenchy Fuqua.